# 이시구로 켄
이시구로 켄(Ken Ishiguro, 1966년 1월 31일 ~ )은 일본의 배우, 번역가, 탤런트, 텔레비전 배우이다.
도쿄도에서 태어났다.

## 방송
- 디어 페이션트 ~인연의 카르테~
- 미러·트윈스
- 기억수사 ~신주쿠 동서 사건 파일~
- 새로운 왕
- 낚시 바보 일지 신입 사원 하마사키 덴스케 세토나이카이에서 대어! 결혼식 대패닉편

## 극장판 애니메이션
- 용과 주근깨 공주 (2021년) - 케이와 토모의 아버지